# Тихомирова, Людмила Александровна
Людми́ла Алекса́ндровна Тихоми́рова (урожд. Васи́льева; 2 января 1929, Астрахань, Нижне-Волжский край — 21 ноября 2007, Астрахань) — советская и российская спортсменка и тренер, заслуженный тренер СССР по художественной гимнастике, почётный гражданин города Астрахани.

## Биография
Родилась 2 января 1929 года в семье простых астраханских ремесленников. Окончила Астраханскую фельдшерско-акушерскую школу, начала свою трудовую карьеру в качестве медицинской сестры.
С детства увлекалась лёгкой атлетикой. В 1948 году начала заниматься художественной гимнастикой под руководством командированной в Астрахань из Москвы Надежды Лазаревны Кругликовой (1904—1993). В том же году Людмила Васильева вошла в состав астраханской команды на первенстве РСФСР по художественной гимнастике в Ленинграде, где астраханки заняли 2 место. По итогам этих соревнований была включена в сборную команду РСФСР.
В 1949 году вместе с Н. Шолоховой начала свою карьеру тренера по художественной гимнастике, сменив возвратившуюся в Москву Н. Л. Кругликову. Занятия проходили в разных спортзалах города, так как постоянного помещения для тренировок в городе не было. В 1950 году в Астрахань пришёл вызов на первый сбор тренеров РСФСР по художественной гимнастике, на него были направлены Шолохова и Васильева. Н. Шолохова вскоре отошла от тренерской работы, тогда как Людмила Александровна Тихомирова, окончив секцию физической культуры Астраханского педагогического института, продолжила развивать художественную гимнастику в городе, став основателем этого вида спорта в Астраханской области.
В начале 60-х руководит секцией по художественной гимнастике в ДСО «Труд». В 1969 году стараниями Тихомировой в Астрахани была учреждена детская юношеская спортивная школа № 5. Людмила Александровна становится её первым директором и готовит тренерско-преподавательский состав, состоящий целиком из её воспитанниц.
В 1960-х Л. А. Тихомирова становится одним из ведущих тренеров СССР, её воспитанницы Софья Фатхулина, Вера и Любовь Кандырины, Лидия Анисимова первыми в Астрахани выполнили нормативы мастеров спорта СССР. Выдающимся тренерским успехом тех лет стала Алла Засухина, чемпионка мира в групповых упражнениях, абсолютная чемпионка Советского Союза, а затем и России. Под руководством Тихомировой ряды мастеров спорта СССР международного класса пополнили Ольга Ульянова и Татьяна Башлаева.
В 1974 году Людмила Тихомирова учредила в Астрахани Всероссийские соревнования по художественной гимнастике «Каспийские зори». В 2018 году на состязания приехали около 800 участниц из 35 регионов России.
В 1978 году Тихомирова благодаря своим заслугам была удостоена высокого звания «Заслуженный тренер СССР», а её школе было присвоено почетное звание Школы олимпийского резерва. 1 ноября 1978 года у школы появляется новое здание.
Самые выдающиеся годы в истории Людмилы Александровны пришлись на восьмидесятые. Благодаря Тихомировой стране стало известно имя Заслуженного мастера спорта СССР Галины Белоглазовой, а также мастеров спорта международного уровня: Натальи Курочкиной, Гульнары Муртазаевой, Яны Дмитренко, Татьяны Ильвес, Валентины Ефремовой. Спустя двадцать лет успехи прежних спортсменов повторяют новые поколения гимнасток, которых вырастила Людмила Александровна. В первую очередь к ним относятся Динара Гиматова, Ирина Чаплыгина, Евгения Горемыкина, Яна Аксенова, Екатерина Донич, Екатерина Украинская, Татьяна Иванова — все они становятся Мастерами спорта международного класса. Одной из самых известных воспитанниц школы стала заслуженный мастер спорта Елена Шаламова, олимпийская чемпионка, победительница чемпионатов мира и Европы.
Всего Людмилой Александровной Тихомировой подготовлено два заслуженных мастера спорта СССР, пять мастеров спорта СССР международного класса, около 70 человек мастеров спорта СССР.
В 2005 году ей было присвоено звание Почётного гражданина Астрахани.

## Семья
Муж — Николай Иванович Тихомиров (1923—1997), чемпион Ленинграда по спортивной гимнастике; тренер, а затем директор ДЮСШ № 1 г. Астрахани.
- Сын — Николай Николаевич Тихомиров (род. в 1955), премьер Литовского национального театра оперы и балета (1973—1980), солист Государственного академического театре классического балета Н. Касаткиной и В. Василёва (1980—1994), старший преподаватель на кафедре мужского классического танца в Московской государственной академии хореографии (1994—2008).
  - Внучка — Мария Тихомирова (род. 1983), в 2006 году окончила балетмейстерский факультет МГАХ, в настоящее время преподаватель балетного танца в South Coast Conservatory в Калифорнии[5].
  - Внучка — Анна Тихомирова (род. 1988), первая солистка балета Большого театра[6], замужем за премьером Большого театра Артёмом Овчаренко.
- Сын — Сергей Николаевич Тихомиров (1952—1988).

## Награды и звания
- Орден «Знак Почёта»
- Медаль «За трудовую доблесть» (1985)[7]
- Заслуженный тренер РСФСР
- Заслуженный тренер СССР (1978)
- Почётный гражданин города Астрахани (2005)
- Почётный знак «За заслуги в развитии физической культуры и спорта»
- Почётный знак «За заслуги в развитии Олимпийского движения в России»

## Память
- Имя Л. А. Тихомировой носит основанная ею спортивная школа в г. Астрахань ГБУ АО «Спортивная школа олимпийского резерва им. Л. А. Тихомировой».[8]
- 19 октября 2018 года на здании, где последние годы жила Л. А. Тихомирова, установлена мемориальная доска её памяти.[3]

## Фильмография
- Киножурнал Нижнее Поволжье 1978 № 8 — Сюжет, связанный с присвоением Тихомировой Л. А. звания «Заслуженный тренер СССР»
- «Упражнение с мячом» — «Нижне-Волжская студия кинохроники», документальный фильм, 1984 г., 10 мин., режиссёр Г. Матыс.
- https://www.youtube.com/watch?v=BZDoKcmOJ18 - кинохроника, 1963 г.